# No Phun Intended
 (septembre 2019).
Albums de Tyler Joseph
Twenty One Pilots (album)
(29 décembre 2009)
Singles
1. TB Saga
Sortie : 2008
2. Chords
Sortie : 2008
3. Whisper
Sortie : 2008

No Phun Intended est le premier album du chanteur Tyler Joseph avant de faire partie du groupe Twenty One Pilots, sorti en 2008. Il écrit, compose et interprète l'ensemble des chansons de l'album. Il en distribue quelques exemplaires à sa famille et ses amis.
Quelques années plus tard, il reprendra quelques extraits des paroles de ses chansons et les incorporera dans des chansons des albums Regional at Best, Vessel et Blurryface au sein du groupe Twenty One Pilots comme Anathema ou Fall Away.

## Contexte et production
En 2008, Tyler Joseph publie sur la plateforme PureVolume[source insuffisante] 6 chansons : Taken By Sleep, Drown, Tonight, Save, Hole in the Ground et Blasphemy.
Des versions ré-enregistrées de Save, Trees et I'm a Goner seront plus tard publiées avec le groupe Twenty One Pilots[source insuffisante]. Le deux morceaux Chords/Words, Trees n'ont pas été officiellement confirmé comme faisant partie de l'album.
Un autre morceau, Words, qui dure 3:24, était sur un CD donné à la sœur de Tyler. Les fans ont confondu cette chanson avec Chords, qui est aussi introuvable sur Internet.

## Liste des titres
| No  | Titre                  | Durée          |
| --- | ---------------------- | -------------- |
| 1.  | Blasphemy              | 3:38           |
| 2.  | Drown                  | 3:37           |
| 3.  | Hole In The Ground     | 3:50           |
| 4.  | Save                   | 4:01           |
| 5.  | Taken By Sleep         | 4:14           |
| 6.  | I Want To Know         | 3:17           |
| 7.  | Just Like Yesterday    | 3:28           |
| 8.  | Never Change           | 3:02           |
| 9.  | Prove Me Wrong         | 3:39           |
| 10. | Realize That It's Gone | 3:23           |
| 11. | Tonight                | 3:54           |
| 12. | Falling Too            | 3:16           |
| 13. | Whisper                | 3:51           |
| 14. | TB Saga                | 6:14           |
| 15. | Chords/Words           | (Pas Confirmé) |
| 16. | Trees                  | (Pas Confirmé) |
| 17. | Where Did We Go        | 3:24           |
| 18. | Hear Me Now            | 3:26           |
| 19. | Going Down             | 3:56           |

| 1. | Taken by Sleep     | 4:14 |
| 2. | Drown              | 3:37 |
| 3. | Tonight            | 3:54 |
| 4. | Save               | 4:01 |
| 5. | Hole in the Ground | 3:50 |
| 6. | Blasphemy          | 3:38 |